# Carlos I de Mónaco
Carlos I de Mónaco (Calabria, Italia, 15 de agosto de 1357) apodado cómo "Señor de Mónaco", fue un soldado y noble del siglo XIV. Fue el fundador de la dinastía Grimaldi.

## Vida
Después de las guerras civiles en Génova, muchas familias güelfas fueron exiliadas, incluida la de los Grimaldi. Esta poderosa familia de patricios genoveses se estableció en la Riviera occidental y en la región de Niza, sitiando y ocasionalmente ocupando Mónaco, una fortaleza genovesa en ese momento (ver Francisco Grimaldi dijo "Malizia"). 
El hijo mayor de Rainiero I de su primera esposa, Salvatica del Carretto, Carlos se vio obligado a huir al exilio después de que la Roca de Mónaco cayera bajo el control genovés el 10 de abril de 1301.
Fue nombrado almirante de Francia.
Después de treinta años de gobierno genovés, Carlos un influyente jefe güelfo, retomó la Roca el 12 de septiembre de 1331, y fue reconocido como "Señor de Mónaco" en 1342. Carlos y su tío Antonio Grimaldi se embarcaron en la adquisición de tierras y dominios en la región. Entre 1346 y 1355, los Grimaldi adquirieron los señoríos Menton en 1346 y conquistó el señorío de Roquebrune en 1355. Estos señoríos, junto con el de Mónaco, constituirán el territorio del Principado de 1633 a 1861 (de jure, 1848 de facto después de la declaración de independencia de Roquebrune y Menton).
Y Él gobernó hasta su muerte, cuando la Roca fue nuevamente conquistada por el ejército genovés. También fue Barón de San Demetrio, en el Reino de Nápoles. 
El 29 de junio de 1352, Carlos diseñó una cogobernación de Mónaco entre su tío Antonio (el hermano menor de su padre) y sus propios hijos, Rainier II y Gabriele .

### Matrimonio e hijos
Carlos I se casó con Lucchina Spinola, una hija de Girardo Spinola, señor de Dertonne. Tuvieron ocho hijos:
- Luis, su sucesor.
- Rainiero II.
- Francisco.
- Gabriel, casado con un miembro de la familia Orsini.
- Carlos, co-señor de Mentone; tuvo un hijo, Luca, que heredó Mentone. Luca tuvo dos hijos, Pietro y Filippo, también Señores de Mentone; ambos hermanos murieron sin descendencia, y Mentone pasó a la rama más antigua de la familia.
- Lancelot.
- Ruffo.
- Anastasia.

Falleció después de luchar con el Dux de Génova Simón Boccanegra.